# Albert Auger
Albert Victor Robert Auger (Costantina, 26 gennaio 1889 – Dunkerque, 28 luglio 1917) è stato un militare e aviatore francese, asso dell'aviazione da caccia con 7 vittorie confermate e 9 probabili nel corso della prima guerra mondiale. Mort pour la France.

## Biografia
Nacque a Constantina, in Algeria, il 26 gennaio 1889, figlio di Michel, militare di carriera, e di Antoinette Louise Jeanne Bremens.  Insieme ai suoi 3 fratelli e sorelle crebbe in varie città di guarnigione, e dall'età di 8 anni lasciò la casa di famiglia per studiare come esterno presso il Liceo Buffon di Parigi, dove il padre ottenne per lui una borsa di studio.
Appassionato di sport sin dall'infanzia, dimostrò un talento per il disegno e l'acquerello, vincendo un premio nel 1901 per una sua opera esposta al Petit Palais. Si arruolò nell'Armée de terre all'età di 18 anni, presentandosi il 24 ottobre 1907 presso la caserma di Montauban dove firmò per tre anni entrando in servizio presso l'11º Reggimento fanteria di stanza in quella città.
Trascorse lì i primi due anni della sua vita militare, ottenendo i gradi di sergente meno di un anno dopo.
Nell'ottobre 1909 fu trasferito all'8º Battaglione cacciatori a piedi ad Amiens, vi si riaffermò alla fine del suo contratto e superò il concorso per entrare nella Scuola militare di fanteria alla quale si iscrisse nel novembre 1911. Vi rimase per un anno conseguendo i gradi di sottotenente, e poi fu assegnato in servizio al 31º Reggimento di fanteria di stanza a Parigi, dove prestava ancora servizio allo scoppio della guerra.
Il 31º Reggimento fanteria fu inviato al fronte della III Armée francese nelle Ardenne, come parte della 10ª Divisione fanteria, che era appunto comandata da suo padre. Durante la battaglia delle frontiere le truppe francesi effettuarono disastrose cariche di fanteria, senza alcun fuoco preparatorio di artiglieria, contro le truppe tedesche trincerate che si difendevano con le mitragliatrici.
Egli rimase gravemente ferito da tre proiettili alle gambe il 31 agosto 1914, a sud di Vaux-en-Dieulet. Inviato in convalescenza, fu promosso al grado di tenente il 1º ottobre 1914 e decorato con la Croce di Cavaliere della Legion d'onore l'8 novembre. Nonostante la guarigione, non riacquistò mai pienamente la sua forma fisica e si dimostrò inadatto a ritornare a combattere in fanteria.
Desideroso di ritornare a combattere si offrì volontario per l'aviazione, che stava cercando di reclutare volontari da tutte le armi. Divenuto allievo pilota il 25 gennaio 1915, seguì il corso di pilotaggio presso la Scuola di Pau al termine del quale fu assegnato il 14 maggio 1915 alla Escadrille C 11 comandata dal capitano Joseph Vuillemin, che svolgeva il ruolo di squadriglia da ricognizione per la regione fortificata di Verdun. Rimase presso la squadriglia per dieci settimane volando sui Caudron G.3 in numerose missioni di ricognizione e direzione del tiro di artiglieria contro le linee tedesche, ottenendo una seconda citazione all'ordine del giorno dell'esercito. Alla fine del mese di luglio 1915 si trasferì alla Escadrille N 31 di Toul perché voleva combattere sui caccia e si addestrò sui Nieuport 10. Assunse il comando di tale squadriglia il 22 settembre dopo la morte in combattimento dell'ufficiale comandante, il capitano Louis Mathieu.
Promosso capitano nel mese di dicembre, passò a volare sui nuovi caccia Nieuport 11 appena ricevuti dall'unità. Nel corso della battaglia di Verdun, la N 31 restò ufficialmente basata a Toul ma inviò un distaccamento a Ancemont per effettuare missioni belliche. Le 13 marzo 1916 conseguì la sua prima vittoria aerea abbattendo un LVG C, seguita da una seconda il 2 aprile, contro un Albatros D, mentre scortava il Caudron G.4 del capitano Vuillemin. Il giorno dopo, durante un'altra missione di scorta, abbatté il Fokker Eindecker pilotato dall'asso Bruno Loerzer che, pur ferito, riuscì ad atterrare in emergenza dietro le linee tedesche. Tale vittoria non gli fu omologata. Il 16 aprile 1916, in circostanze sconosciute, il suo aereo precipitò al suolo ed egli rimase gravemente ferito, riportando una frattura ad una mascella e una forte commozione cerebrale. Evacuato verso le retrovie, fu rimosso dal comando della squadriglia il 28 aprile iniziando una lunga convalescenza.
Rientrò in servizio prima della completa guarigione, e ritornò al fronte offrendo i suoi servizi al capitano Antonin Brocard, comandante l'Escadrille N 3 "Cigognes", allora considerata una unità di élite. Brocard, che lo stimava molto e lo integrò nella sua squadriglia, affidandogli uno dei rari caccia SPAD S.VII 150 CV (n°158) su cui esercitò le sue doti di artista dipingendo una cicogna personalizzata che sorregge un soldato tedesco in miniatura nel suo becco. Tale SPAD fu distrutto durante un bombardamento ma ne ebbe un altro esemplare (n°170) su cui prese l'abitudine di effettuare pattugliamenti da solo sul fronte. Mentre la N 3 stazionava nella Somme, ottenne la sua terza vittoria ufficiale su un vecchio Nieuport preso in prestito il 9 febbraio 1917. Questa abitudine di attaccare da solo gli costò quasi la vita il successivo 16 febbraio quando ingaggiò combattimento contro 4 caccia su Lunéville, che lo costrinsero ad atterrare in emergenza con "fori di proiettili ovunque e lievi graffi".
Riprendendo a volare sullo SPAD S.VII, ricevette in particolare un nuovo velivolo (n°1416) dotato di motore sovralimentato da 180 CV con il quale conseguì la maggior parte delle sue nuove vittorie durante l'offensiva sullo Chemin des Dames, dove ottenne la sua quarta vittoria ufficiale il 22 aprile 1917 oltre a diverse probabili. Il 2 maggio 1917 ingaggiò combattimento contro un aereo biposto che riuscì a fuggire, ma dal quale ricevette una pallottola che attraversò l'abitacolo e lo mancò di poco.
Il 5 maggio 1917 fu nominato comandante della Escadrille N 3 (12º Gruppo da caccia) succedendo al capitano Alfred Heurtaux ferito in combattimento. Conseguì la sua quinta vittoria omologata l'11 maggio, venendo citato all'ordine del giorno dell'esercito e il suo nome apparve sui giornali.
Conseguì altre due vittorie omologate nel settore dello Chemin des Dames nel mese di giugno, e poi la sua unità fu trasferita sul fronte delle Fiandre in rinforzo all'aviazione e all'esercito britannico che stavano conducendo un'offensiva in quel settore. Basati sul campo d'aviazione di Bergues, i piloti francesi ingaggiarono duri combattimenti contro l'aviazione tedesca, allora composta da aviatori espertissimi, che utilizzavano collaudate tattiche uscendo di pattuglia con formazioni di sei velivoli.
I piloti francesi scoprirono tale tattica in ritardo, e presero volare in formazioni simili.  Pur ricoprendo il ruolo di capo squadriglia non rinunciò a volare da solo, e il 28 luglio attaccò una formazione di cinque aerei nemici. Nel successivo combattimento una pallottola lo colpì dietro l'orecchio fuoriuscendo dal naso. Pur gravemente ferito riuscì ad atterrare dietro le linee alleate tra Woesten e Zuydchotte spegnendosi alle 7:00 presso l'ospedale militare di Dunkerque.

### Annotazioni
1. ↑  Suo padre era capitano nel 3º Reggimento zuavi e raggiunse il grado di generale di brigata nel 1910.
2. ↑  Quello che non è riportato nel diario di marcia della squadriglia è che un proiettile aveva attraversato il suo portafoglio ed era stato fermato solo dal pacco di banconote che conteneva.
3. ↑  Fu citato all'ordine del giorno dell'esercito a titolo postumo il 25 febbraio 1922, p. 2.321 con la seguente motivazione: Eccellente ufficiale pilota che si era già distinto per coraggio e audacia. Benché gravemente ferito in un aereo sopra le linee nemiche, ebbe il coraggio di riportare il suo velivolo sulle nostre linee. Morì per la Francia, il 28 luglio 1917, in seguito alle sue gloriose ferite.

### Fonti
1. 1 2 3 4 5 6 7 8 9 10 11 12 13 14 15  AS14-18.
2. 1 2  Frankes 2000, pp. 47-48.
3. 1 2  Leonore.
4. 1 2 3 4 5 6 7  Guerre Aérienne Illustrée n.50, 25 octobre 1917, p. 787.
5. 1 2 3 4 5 6 7  The Aerodrome.
6. ↑  Albin Denis.
7. 1 2 3 4 5 6  Guerre Aérienne Illustrée n.50, 25 octobre 1917, p. 788.
8. 1 2  Guerre Aérienne Illustrée n.50, 25 octobre 1917, p. 789.